# Дебертсхеузер, Моника
Моника Дебертсхеузер (нем. Monika Debertshäuser; 18 сентября 1952 года, Зоннеберг) — восточногерманская лыжница, призёрка Олимпийских игр в Инсбруке. Бывшая жена известного лыжника Герда Хеслера. 

## Карьера
На Олимпийских играх 1976 года в Инсбруке, завоевала бронзовую медаль в эстафете, а также заняла 7-е место в гонке на 5 км и 14-е место в гонке на 10 км.
Дважды побеждала на чемпионатах ГДР, 1974-го и 1976-го годов, оба раза в эстафетных гонках.